# Холиуд
Хо̀лиуд (на английски: Holywood; на ирландски: Ard Mhic Nasca, на английски се изговяря по-близко до Холиууд) е град в източната част на Северна Ирландия. Разположен е на брега на езерото Белфаст Лох в район Северен Даун на графство Даун на около 5 km източно от столицата Белфаст. Има жп гара по линията Белфаст-Холиуд-Бангор, пусната в експлоатация на 2 август 1848 г. и малко пристанище. В околностите му е летището на Белфаст. Известен е със своите фестивали за джаз и блус музика. Населението му е 12 037 жители по данни от преброяването през 2001 г.

## Личности
Родени
- Сър Чарлс Брет (1928-2005), североирландски юрист и политик